# عبد العزيز المسيوي
عبد العزيز المسيوي (18 يونيو 1944، مراكش - 4 أبريل 2011، الدار البيضاء) سياسي ونقابي ومُسيّر رياضي مغربي.
تعدّدت اهتماماته بين ما هو رياضي ونقابي وسياسي، كما تولى بعض المهام الوطنية، من بينها كاتب الدولة لدى وزير الخارجية مكلف بالعلاقات مع اتحاد المغرب العربي في حكومة الفيلالي الثانية من يناير 1995 إلى أغسطس 1997.

## مسيرته
ولد عبد العزيز المسيوي في 18 يونيو 1944 بمراكش، وحصل على دبلوم الدراسات العليا في القانون العام، ليستقر أكثر في الدار البيضاء، حيث انخرط في فريق الرجاء الرياضي سنة 1969، وكان من مؤسسي الكونفدرالية الديمقراطية للشغل وحزب الاتحاد الدستوري، الذي صار أمينا له لفترة بعد وفاة المعطي بوعبيد، كما كان عضوا في البرلمان الدولي ومسؤولا حكوميا مكلفا بشؤون اتحاد المغرب العربي بين سنتي 1995 و1996.
كان المسيوي وراء كتابة نصوص قانون الاحتضان منتصف الثمانيات في عهد الوزير السابق للشبيبة والرياضة عبد اللطيف السملالي، ومن منظمي ألعاب البحر الأبيض المتوسط 1983، ومن مرافقي الوفد المغربي إلى الألعاب الأولمبية الصيفية 1984 بلوس أنجلوس.
وارتبط اسمه بالرجاء الرياضي الذي تقلد فيه عدة مناصب تسييرية، وفاز معه بلقب البطولة المغربية سنة 1988، وكأس أفريقيا للأندية البطلة 1989، كما تولى مهام الكتابة العامة بالجامعة الملكية المغربية لكرة القدم لسنوات، ورافق المنتخب الوطني في مجموعة من التظاهرات الدولية. 